# Banja (żupania dubrownicko-neretwiańska)
Banja – wieś w Chorwacji, w żupanii dubrownicko-neretwiańskiej, w mieście Ploče. W 2011 roku liczyła 173 mieszkańców.